# Streptococcus canis
Streptococcus canis – paciorkowiec występujący głównie u psów i kotów. Należy do grupy G paciorkowców.
U zwierząt wywołuje choroby skóry oraz choroby układu rozrodczego, narządów rodnych, dróg moczowych, zapalenie gruczołu mlekowego (mastitis) oraz poronienia.
Znane są nieliczne zakażenia człowieka, które wywołały zapalenie opon mózgowo-rdzeniowych, zapalenie otrzewnej, sepsę (posocznicę).
Występowanie S. canis u człowieka jest niedoszacowane z uwagi na fakt, że w większości badań wykonuje się jedynie określenia grupy G, do której należy S. canis oraz S. dysgalactiae.

## Leczenie
In vivo paciorkowiec ten wrażliwy jest na penicylinę benzylową, metycylinę, ampicylinę, wankomycynę oraz większość cefalosporyn, a także zwykle wrażliwy na makrolidy, fluorochinolony i linkozamidy. Występuje natomiast naturalna oporność na sulfonamidy, w tym także sulfametoksazol i trimetoprim. Czas leczenia jest zależny od klinicznej postaci infekcji i zwykle wynosi od 7 do 14 dni. W przypadku zapalenia gardła i migdałków zalecany czas leczenia to 10-14 dni.